# Parapolybia persica
Parapolybia persica är en getingart som först beskrevs av Meade-waldo 1911.  Parapolybia persica ingår i släktet Parapolybia och familjen getingar. Inga underarter finns listade i Catalogue of Life.